# Jérôme Thion
Jérôme Thion (Senlis, 2 dicembre 1977) è un rugbista a 15 francese, di ruolo seconda linea.

## Biografia
Proveniente da Senlis, in Piccardia, prima di dedicarsi al rugby a 15 Thion compì gli studi liceali a Tarbes e praticò anche la pallacanestro (militò, tra l'altro, nel Pau-Orthez).
Passato al rugby, debuttò in campionato con il Racing Club, club parigino nel quale militò fino al 1999; successivamente spese un biennio presso il Perpignano, squadra nella quale fu notato dal C.T. della Nazionale francese Bernard Laporte, il quale nel giugno 2003 lo fece esordire, contro l'Argentina, per poi convocarlo pochi mesi dopo per la Coppa del Mondo in Australia, competizione in cui Thion disputò 4 incontri e si piazzò quarto.
Passato nel 2003 al Biarritz, con il club basco Thion ha vinto due titoli di campione francese; nel 2007 ha partecipato alla Coppa del Mondo piazzandosi di nuovo quarto.
Ha preso inoltre parte a quattro edizioni consecutive del Sei Nazioni dal 2005, vincendo l'edizione del 2006.

## Palmarès
- Campionati francesi: 2
Biarritz: 2004-05; 2005-06